# 光市立浅江中学校
光市立浅江中学校（ひかりしりつあさえちゅうがっこう）は、山口県光市花園地区にある公立中学校。

## 概略
第二次ベビーブーム世代が在校していた時代は、最も多い時期で学校全体で877名の生徒が在籍し、光市内で最も生徒数の多い中学校であった（1986年度）。2018年5月1日現在の生徒数は370人である。
今の校舎は1985年（昭和60年）に新設されたもので、それまでは木造1階平屋建て校舎であった。当時、光市内の市立の小中学校のなかで木造校舎であったのは浅江中学校のみであった。1987年（昭和62年）にプールが竣工されるまで、市内の市立の小中学校のなかで、唯一プールの無い学校であり、その代わり年1回校区内にある虹ヶ浜海水浴場と光市立浅江小学校のプールを使用した水泳実習を行っていた。同じく1988年（昭和63年）に新体育館が新設された。それまでの古くて狭い体育館では、900名弱の生徒を収容しきれず、全校朝礼時には、一部の生徒は体育館の外で朝礼を受けていた。
体育教師で陸上部顧問であった山村進が在校時代は陸上競技、特に長距離部門が強く、多くの名選手が巣立っていった。1993年（平成5年）に行われた第1回全国中学校駅伝大会では、山村の指導を受けた女子チームが全国優勝を果たし、翌年の第2回大会では、同じく女子チームが準優勝を果たした。
2023年（令和5年）、光市は山口県立光丘高等学校の跡地を県から取得し、浅江中学校を移転させる方針を固めた。

## 主な卒業生
- 市川良子（陸上中距離走・長距離走・マラソン選手、アトランタオリンピック5000m代表、シドニーオリンピック5000m代表）
- 梅木蔵雄（陸上長距離走・マラソン選手）
- 国近友昭（陸上長距離走・マラソン選手、2003年福岡国際マラソン大会優勝、アテネオリンピックマラソン代表）
- 末岡泰義（前・光市長）
- 村﨑義正（猿まわし師、周防猿まわしの会発起人、元・光市議会議員）
- 村﨑太郎（猿まわし師、株式会社「太郎倶楽部」代表取締役）
- 菖蒲敦司（陸上競技選手）
  - 校門左手の植え込みに市川、国近両選手の偉業を讃える記念石碑が設置してある。